# Асбэ-Тэфэри
Асбэ́-Тэфэ́ри (англ. Asebe Teferi, оромо Ciroo) — город на востоке Эфиопии, в регионе Оромия.

## География
Расположен в зоне Мираб-Хахерге, на высоте 1825 м над уровнем моря. В городе находится церковь Изгебхер-Бэтэ-Кристиан. Также Асбэ-Тэфэри является ближайшим городом к заповеднику Куни-Муктар.

## История
Асбэ-Тэфэри был основан в 1924 году на месте небольшого поселения Чиро. Он был административным центром бывшего региона Черчер, созданного Хайле Селассие в рамках модернизации 1930-х годов. К 1930 году была построена дорога до железнодорожной станции Миесо. В 1966 году в сотрудничестве со шведскими инвесторами была построена дорога к городу Метехара. Информационное агентство Эфиопии сообщило в середине июля 1976 года, что в Асбэ-Тэфэри были проведены переговоры между представителями враждебных группировок афаров и сомалийского клана исса, где было подписано мирное соглашение.
Город получил доступ к сотовой связи в 2009 году.

## Население
По данным переписи 2007 года население города составляет 33 670 человек, из них 18 118 мужчин и 15 552 женщины. 49,88 % населения — мусульмане; 43,34 % — последователи эфиопской православной церкви и 5,33 % — протестанты.
По данным прошлой переписи 1994 года население города насчитывало 18 678 человек, из них 9218 мужчин и 9460 женщин.